# Viêt
Pour l’article ayant un titre homophone, voir Viète.
 (mai 2015).
Si vous disposez d'ouvrages ou d'articles de référence ou si vous connaissez des sites web de qualité traitant du thème abordé ici, merci de compléter l'article en donnant les références utiles à sa vérifiabilité et en les liant à la section « Notes et références ».

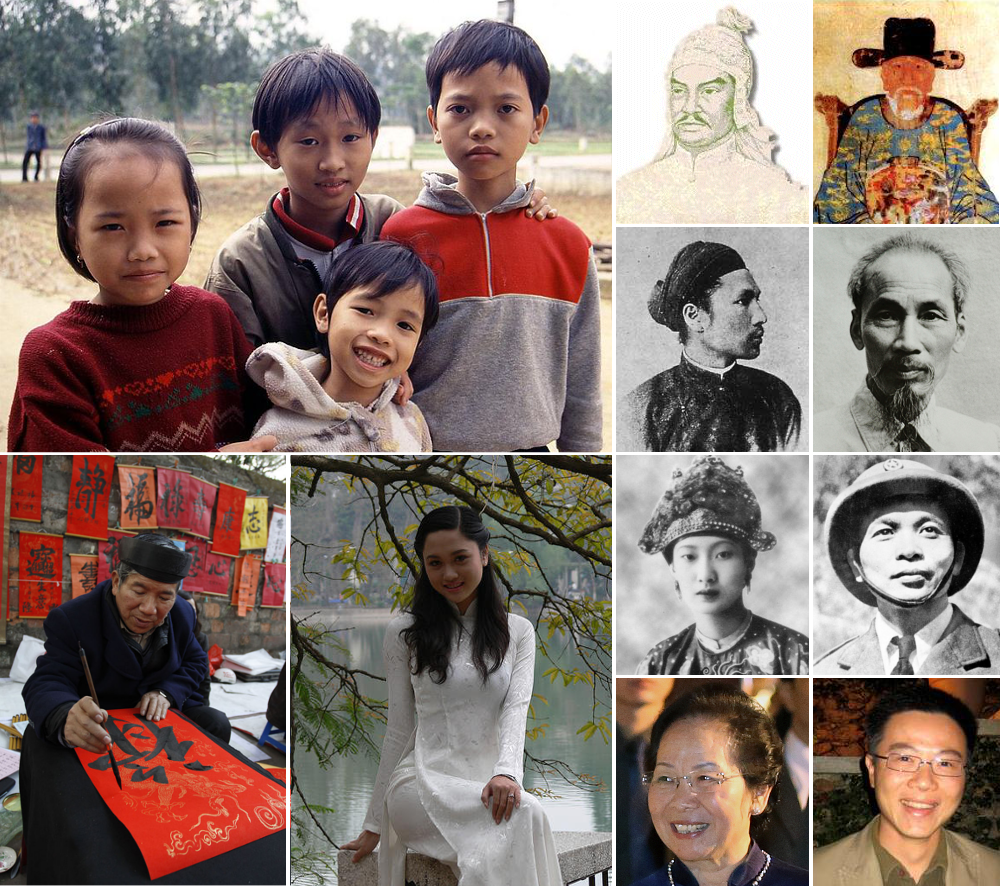
Viêts.

Les Viêt, Viets ou Kinh (en vietnamien : người Việt ou người Kinh) sont un groupe ethnique originaire de la partie nord de ce qui constitue l'actuel Viêt Nam et du sud de la Chine. Ils forment l'ethnie majoritaire du Viêtnam et constituent 85,32 % de la population (recensement de 2019).
Le nom officiel du groupe est Kinh (du chữ nho : 京, signifiant « de la capitale »), pour les distinguer des autres ethnies du Vietnam. Les Viêt sont également désignés du nom générique de Vietnamiens, qui peut cependant se confondre avec l'ensemble des citoyens du Viêt Nam. Ils ont été également appelés Annamites (terme aujourd'hui désuet, et dérivant du mot Annam, l'ancien nom du Viêt Nam en chinois et en français).
En Chine, ils incluent, outre les résidents Kinh de nationalité vietnamienne, une des minorités officiellement reconnues, sous le nom de Gin ou Jing (chinois : 京族 ; pinyin : jīngzú ; litt. « nationalité Kinh »), qui habitent essentiellement la province du Guangxi (vietnamien : Quảng Tây).
Sur les plans géographique et linguistique, les Viêt appartiennent à l'Asie du Sud-Est. Mais une longue période de domination chinoise s'est traduite par une forte influence culturelle qui les rapproche de l'Asie de l'Est.
La langue des Viêt est le vietnamien. Avec le muong, elle fait partie du groupe des langues viêt-muong de la branche môn-khmer de la famille austroasiatique.
Les religions prédominantes chez les Viêt sont le confucianisme et le bouddhisme Mahayana. Le catholicisme et le protestantisme sont également répandus. Il existe aussi des religions locales, Hoa Hao et Cao Đài. Enfin, l'islam se trouve marginalement chez des Viêt au sud-ouest du pays.
Les populations apparentées aux Viêt sont :
- les Gin, ou Jing en Chine ;
- les Muong (vietnamien : người Mường) au Viêtnam.